# Чемпионат России по хоккею с мячом 1992/1993
1-й чемпионат России по хоккею с мячом состоялся с 19 ноября 1992 года по 10 марта 1993 года.
Участвовало 20 команд. Предварительный турнир по географическому принципу: Восточная и Западная группы, далее турниры за 1-8, 9-16 и 17-20 места. Сыграно 264 матча, забито 2159 мячей.
Первым чемпионом России стала команда «Зоркий» (Красногорск).

## Предварительный этап
| М  | Западная группа                  | 1         | 2         | 3        | 4         | 5        | 6        | 7        | 8         | 9        | 10        | В  | Н | П  | Мячи            | О  |
| -- | -------------------------------- | --------- | --------- | -------- | --------- | -------- | -------- | -------- | --------- | -------- | --------- | -- | - | -- | --------------- | -- |
| 1  | «Водник» (Архангельск)           |           | 1:0 1:8   | 2:3 4:5  | 15:7 10:4 | 11:1 9:3 | 11:2 4:3 | 8:2 9:4  | 7:4 12:5  | 12:2 6:5 | 10:1 13:3 | 15 | 0 | 3  | 145 — 62 = + 83 | 30 |
| 2  | «Зоркий» (Красногорск)           | 8:1 0:1   |           | 5:1 4:5  | 8:2 7:4   | 10:3 4:4 | 6:4 2:3  | 5:2 9:1  | 10:5 10:2 | 9:2 5:3  | 9:3 9:3   | 14 | 1 | 3  | 120 — 49 = + 71 | 29 |
| 3  | «Строитель» (Сыктывкар)          | 5:4 3:2   | 5:4 1:5   |          | 3:2 4:7   | 4:3 3:4  | 4:4 2:2  | 8:1 1:1  | 9:4 3:2   | 2:2 6:2  | 4:1 11:2  | 11 | 4 | 3  | 78 — 52 = + 26  | 26 |
| 4  | «Родина» (Киров)                 | 4:10 7:15 | 4:7 2:8   | 7:4 2:3  |           | 7:3 4:8  | 5:2 3:4  | 4:2 5:4  | 12:2 4:4  | 6:2 4:3  | 5:2 3:2   | 10 | 1 | 7  | 88 — 85 = + 3   | 21 |
| 5  | «Старт» (Нижний Новгород)        | 3:9 1:11  | 4:4 3:10  | 4:3 3:4  | 8:4 3:7   |          | 7:4 3:4  | 4:4 6:3  | 6:2 2:3   | 5:3 5:4  | 6:1 5:1   | 9  | 2 | 7  | 78 — 81 = — 3   | 20 |
| 6  | «Североникель» (Мончегорск)      | 3:4 2:11  | 3:2 4:6   | 2:2 4:4  | 4:3 2:5   | 4:3 4:7  |          | 10:4 3:7 | 1:8 3:3   | 5:3 5:0  | 5:2 7:2   | 8  | 3 | 7  | 71 — 76 = — 5   | 19 |
| 7  | «Красная заря» (Санкт-Петербург) | 4:9 2:8   | 1:9 2:5   | 1:1 1:8  | 4:5 2:4   | 3:6 4:4  | 7:3 4:10 |          | 5:2 2:4   | 3:0 3:3  | 11:3 6:3  | 5  | 3 | 10 | 65 — 87 = — 22  | 13 |
| 8  | «Север» (Северодвинск)           | 5:12 4:7  | 2:10 5:10 | 2:3 4:9  | 4:4 2:12  | 3:2 2:6  | 3:3 8:1  | 4:2 2:5  |           | 7:3 3:8  | 8:4 1:4   | 5  | 2 | 11 | 69 — 105 = — 37 | 12 |
| 9  | «Вымпел» (Калининград)           | 5:6 2:12  | 3:5 2:9   | 2:6 2:2  | 3:4 2:6   | 4:5 3:5  | 0:5 3:5  | 3:3 0:3  | 8:3 3:7   |          | 3:3 4:2   | 2  | 3 | 13 | 52 — 91 = — 39  | 7  |
| 10 | «Динамо» (Москва)                | 3:13 1:10 | 3:9 3:9   | 2:11 1:4 | 2:3 2:5   | 1:5 1:6  | 2:7 2:5  | 3:6 3:11 | 4:1 4:8   | 2:4 3:3  |           | 1  | 1 | 16 | 42 — 120 = — 78 | 3  |

| М  | Восточная группа                   | 1        | 2        | 3        | 4       | 5        | 6       | 7        | 8       | 9        | 10       | В  | Н | П  | Мячи           | О  |
| -- | ---------------------------------- | -------- | -------- | -------- | ------- | -------- | ------- | -------- | ------- | -------- | -------- | -- | - | -- | -------------- | -- |
| 1  | «Сибскана» (Иркутск)               |          | 3:1 4:7  | +:− −:+  | 3:2 4:3 | 6:2 2:5  | 5:2 −:+ | 9:6 3:2  | 3:0 6:7 | 10:3 5:4 | 7:4 7:4  | 13 | 0 | 5  | 77 — 52 = + 25 | 26 |
| 2  | СКА (Екатеринбург)                 | 7:4 1:3  |          | 3:2 2:4  | 2:2 2:5 | 3:1 7:3  | 4:3 4:7 | 10:2 2:2 | 5:2 3:3 | +:− 6:0  | 10:2 7:5 | 11 | 3 | 4  | 78 — 50 = + 28 | 25 |
| 3  | «Динамо» (Алма-Ата)                | +:− −:+  | 4:2 2:3  |          | 6:0 −:+ | +:− 4:9  | +:− −:+ | 8:3 3:0  | +:− −:+ | 10:2 1:2 | 7:6 10:4 | 11 | 0 | 7  | 55 — 31 = + 24 | 22 |
| 4  | «Сибсельмаш» (Новосибирск)         | 3:4 2:3  | 5:5 2:2  | +:− 0:6  |         | 7:1 6:6  | 4:1 4:4 | 3:0 5:7  | 1:7 3:1 | 6:3 4:1  | 7:1 4:4  | 9  | 4 | 5  | 66 — 53 = + 13 | 22 |
| 5  | «Саяны» (Абакан)                   | 5:2 2:6  | 3:7 1:3  | 9:4 −:+  | 6:6 1:7 |          | 5:0 3:3 | 4:2 4:10 | 3:0 7:6 | 7:2 3:5  | 8:4 2:5  | 8  | 2 | 8  | 73 — 72 = + 1  | 18 |
| 6  | СКА (Хабаровск)                    | +:− 2:5  | 7:4 3:4  | +:− −:+  | 4:4 1:4 | 3:3 0:5  |         | 1:3 1:1  | 3:0 2:1 | 8:2 2:7  | 4:2 1:2  | 7  | 3 | 8  | 42 — 47 = — 5  | 17 |
| 7  | «Маяк» (Краснотурьинск)            | 2:3 6:9  | 2:2 2:10 | 0:3 3:8  | 7:5 0:3 | 10:4 2:4 | 1:1 3:1 |          | 6:0 1:5 | 8:4 0:2  | 7:4 6:5  | 7  | 2 | 9  | 66 — 73 = — 7  | 16 |
| 8  | «Кузбасс» (Кемерово)               | 7:6 0:3  | 3:3 2:5  | +:− −:+  | 1:3 7:1 | 6:7 0:3  | 1:2 0:3 | 5:1 0:6  |         | 4:2 4:2  | 3:3 4:2  | 7  | 2 | 9  | 47 — 52 = — 5  | 16 |
| 9  | «Уральский трубник» (Первоуральск) | 4:5 3:10 | 0:6 −:+  | 2:1 2:10 | 1:4 3:6 | 5:3 2:7  | 7:2 2:8 | 2:0 4:8  | 2:4 2:4 |          | 3:1 0:3  | 5  | 0 | 13 | 44 — 82 = — 38 | 10 |
| 10 | «Енисей» (Красноярск)              | 4:7 4:7  | 5:7 2:10 | 4:10 6:7 | 4:4 1:7 | 5:2 4:8  | 2:1 2:4 | 5:6 4:7  | 2:4 3:3 | 3:0 1:3  |          | 3  | 2 | 13 | 61 — 97 = — 36 | 8  |

1. В верхних строках таблицы приведены результаты домашних матчей, а в нижних — результаты игр на выезде.
2. В восточной группе из-за неявок гостей не состоялось 10 матчей. Во всех случаях командам гостей засчитаны поражения, а командам хозяев, соответственно, победы.

## Финальный этап

### За 1-8 место
| №   | Команда                    | З-1      | З-2     | З-3     | 3-4      | В-1      | В-2     | В-3     | В-4      | В | Н | П | Мячи           | О  | О-П | О-Σ | Место |
| --- | -------------------------- | -------- | ------- | ------- | -------- | -------- | ------- | ------- | -------- | - | - | - | -------------- | -- | --- | --- | ----- |
| З-1 | «Водник» (Архангельск)     |          |         |         |          | 10:2 2:4 | 6:2 7:1 | 7:4 4:3 | 14:4 3:5 | 6 | 0 | 2 | 53 — 25 = + 28 | 12 | 6   | 18  | 3     |
| З-2 | «Зоркий» (Красногорск)     |          |         |         |          | 9:1 −:+  | 5:2 3:2 | 4:2 8:2 | 5:2 2:0  | 7 | 0 | 1 | 36 — 11 = + 25 | 14 | 8   | 22  | 1     |
| З-3 | «Строитель» (Сыктывкар)    |          |         |         |          | 3:0 4:4  | 7:2 3:1 | 6:5 8:7 | 7:1 3:6  | 6 | 1 | 1 | 41 — 26 = + 15 | 13 | 8   | 21  | 2     |
| З-4 | «Родина» (Киров)           |          |         |         |          | 11:5 3:9 | 6:7 1:2 | 5:8 2:1 | 5:5 3:14 | 2 | 1 | 5 | 36 — 51 = − 15 | 5  | 2   | 7   | 8     |
| В-1 | «Сибскана» (Иркутск)       | 4:2 2:10 | +:− 1:9 | 4:4 0:3 | 9:3 5:11 |          |         |         |          | 3 | 1 | 4 | 25 — 42 = − 17 | 7  | 6   | 13  | 4     |
| В-2 | СКА (Екатеринбург)         | 1:7 2:6  | 2:3 2:5 | 1:3 2:7 | 2:1 7:6  |          |         |         |          | 2 | 0 | 6 | 19 — 38 = − 19 | 4  | 5   | 9   | 6     |
| В-3 | «Динамо» (Алма-Ата)        | 3:4 4:7  | 2:8 2:4 | 7:8 5:6 | 1:2 8:5  |          |         |         |          | 1 | 0 | 7 | 32 — 44 = − 12 | 2  | 6   | 8   | 7     |
| В-4 | «Сибсельмаш» (Новосибирск) | 5:3 4:14 | 0:2 2:5 | 6:3 1:7 | 14:3 5:5 |          |         |         |          | 3 | 1 | 4 | 37 — 42 = − 5  | 7  | 5   | 12  | 5     |

1. Матч «Сибскана» (Иркутск) − «Зоркий» (Красногорск), назначенный на 28 февраля 1993 года не состоялся из-за неявки команды «Зоркий» в Иркутск. Решением Исполкома Федерации хоккея с мячом от 5 апреля 1993 года «Зоркому» засчитано техническое поражение, а «Сибскане», соответственно, победа.
2. В финале командам зачтены очки, набранные ими в играх между собой на предварительном этапе. В таблице результаты этих игр не показаны.
3. В верхних строках таблицы приведены результаты домашних матчей, а в нижних — результаты игр на выезде.

### За 9-16 место
| №   | Команда                          | В-5     | В-6     | В-7     | В-8      | З-5      | З-6     | З-7     | З-8     | В | Н | П | Мячи           | О  | О-П | О-Σ | Место |
| --- | -------------------------------- | ------- | ------- | ------- | -------- | -------- | ------- | ------- | ------- | - | - | - | -------------- | -- | --- | --- | ----- |
| В-5 | «Саяны» (Абакан)                 |         |         |         |          | 5:4 2:6  | 4:5 4:3 | 6:2 8:3 | 5:2 1:6 | 5 | 0 | 3 | 35 — 31 = + 4  | 10 | 9   | 19  | 9     |
| В-6 | СКА (Хабаровск)                  |         |         |         |          | 3:4 4:8  | 5:2 3:2 | 5:3 1:1 | 6:2 3:6 | 4 | 1 | 3 | 30 — 28 = + 2  | 9  | 6   | 15  | 12    |
| В-7 | «Маяк» (Краснотурьинск)          |         |         |         |          | 6:4 3:8  | 6:3 0:1 | 8:2 4:3 | 5:1 2:5 | 5 | 0 | 3 | 34 — 27 = + 7  | 10 | 7   | 17  | 11    |
| В-8 | «Кузбасс» (Кемерово)             |         |         |         |          | 6:3 4:11 | 2:1 0:4 | 8:4 1:4 | 7:1 2:4 | 4 | 0 | 4 | 30 — 32 = − 2  | 8  | 2   | 10  | 15    |
| З-5 | «Старт» (Нижний Новгород)        | 6:2 4:5 | 8:4 4:3 | 8:3 4:6 | 11:4 3:6 |          |         |         |         | 5 | 0 | 3 | 48 — 33 = + 15 | 10 | 7   | 17  | 10    |
| З-6 | «Североникель» (Мончегорск)      | 3:4 5:4 | 2:3 2:5 | 1:0 3:6 | 4:0 1:2  |          |         |         |         | 3 | 0 | 5 | 21 — 24 = − 3  | 6  | 5   | 11  | 14    |
| З-7 | «Красная заря» (Санкт-Петербург) | 3:8 2:6 | 1:1 3:5 | 3:4 2:8 | 4:1 4:8  |          |         |         |         | 1 | 1 | 6 | 22 — 41 = − 19 | 3  | 5   | 8   | 16    |
| З-8 | «Север» (Северодвинск)           | 6:1 2:5 | 6:3 2:6 | 5:2 1:5 | 4:2 1:7  |          |         |         |         | 4 | 0 | 4 | 27 — 31 = − 4  | 8  | 7   | 15  | 13    |

1. В финале командам зачтены очки, набранные ими в играх между собой на предварительном этапе. В таблице результаты этих игр не показаны.
2. В верхних строках таблицы приведены результаты домашних матчей, а в нижних — результаты игр на выезде.

### За 17-20 место
| №    | Команда                            | В-9               | В-10              | З-9               | З-10              | В | Н | П  | Мячи           | О  | О-П | О-Σ | Место |
| ---- | ---------------------------------- | ----------------- | ----------------- | ----------------- | ----------------- | - | - | -- | -------------- | -- | --- | --- | ----- |
| В-9  | «Уральский трубник» (Первоуральск) |                   | 5:5 2:4           | 9:5 6:3 3:6 7:4   | 17:3 14:4 7:3 6:3 | 7 | 1 | 2  | 76 — 40 = + 36 | 15 | 2   | 17  | 18    |
| В-10 | «Енисей» (Красноярск)              | 4:2 5:5           |                   | 11:3 13:5 7:7 8:1 | +:− +:− 12:4 4:1  | 8 | 2 | 0  | 64 — 28 = + 36 | 18 | 2   | 20  | 17    |
| З-9  | «Вымпел» (Калининград)             | 6:3 4:7 5:9 3:6   | 7:7 1:8 3:11 5:13 |                   | 8:4               | 3 | 1 | 6  | 50 — 72 = − 22 | 7  | 3   | 10  | 19    |
| З-10 | «Динамо» (Москва)                  | 3:7 3:6 3:17 4:14 | 4:12 1:4 −:+      | 4:8               |                   | 0 | 0 | 10 | 26 — 76 = − 50 | 0  | 1   | 1   | 20    |

1. Команде «Динамо» (Москва) за неявку на матчи в Красноярск засчитаны технические поражения, а команде «Енисей» (Красноярск), соответственно, победы.
2. В финале командам зачтены очки, набранные ими в играх между собой на предварительном этапе. В таблице результаты этих игр не показаны.
3. В верхних строках таблицы приведены результаты домашних матчей, а в нижних — результаты игр на выезде.

## Сводная таблица чемпионата
| М  | Команда                            | И  | В  | Н | П  | М       | О  |
| -- | ---------------------------------- | -- | -- | - | -- | ------- | -- |
| 1  | «Зоркий» (Красногорск)             | 26 | 21 | 1 | 4  | 156:60  | 43 |
| 2  | «Строитель» (Сыктывкар)            | 26 | 17 | 5 | 4  | 119:78  | 39 |
| 3  | «Водник» (Архангельск)             | 26 | 21 | 0 | 5  | 198:87  | 42 |
| 4  | «Сибскана» (Иркутск)               | 26 | 16 | 1 | 9  | 102:94  | 33 |
| 5  | «Сибсельмаш» (Новосибирск)         | 26 | 12 | 5 | 9  | 103:95  | 29 |
| 6  | СКА (Екатеринбург)                 | 26 | 13 | 3 | 10 | 97:88   | 29 |
| 7  | «Динамо» (Алма-Ата)                | 26 | 12 | 0 | 14 | 87:75   | 24 |
| 8  | «Родина» (Киров)                   | 26 | 12 | 2 | 12 | 124:136 | 26 |
| 9  | «Саяны» (Абакан)                   | 26 | 13 | 2 | 11 | 108:103 | 28 |
| 10 | «Старт» (Нижний Новгород)          | 26 | 14 | 2 | 10 | 126:114 | 30 |
| 11 | «Маяк» (Краснотурьинск)            | 26 | 12 | 2 | 12 | 100:100 | 26 |
| 12 | СКА (Хабаровск)                    | 26 | 11 | 4 | 11 | 72:75   | 26 |
| 13 | «Север» (Северодвинск)             | 26 | 9  | 2 | 15 | 96:136  | 20 |
| 14 | «Североникель» (Мончегорск)        | 26 | 11 | 3 | 12 | 92:100  | 25 |
| 15 | «Кузбасс» (Кемерово)               | 26 | 11 | 2 | 13 | 77:84   | 24 |
| 16 | «Красная заря» (Санкт-Петербург)   | 26 | 6  | 4 | 16 | 87:128  | 16 |
| 17 | «Енисей» (Красноярск)              | 28 | 11 | 4 | 13 | 125:125 | 26 |
| 18 | «Уральский трубник» (Первоуральск) | 28 | 12 | 1 | 15 | 120:122 | 25 |
| 19 | «Вымпел» (Калининград)             | 28 | 5  | 4 | 19 | 102:163 | 14 |
| 20 | «Динамо» (Москва)                  | 28 | 1  | 1 | 26 | 68:196  | 3  |

## Составы команд и статистика игроков
Чемпионы России
- 1.«Зоркий» (Красногорск) (17 игроков): Вадим Богатов (25), Александр Господчиков (22) — Владимир Балаев (25; 0), Николай Горелов (25; 2), Александр Горский (24; 0), Андрей Антонов (23; 2), Валерий Грачёв (25; 25), Александр Епифанов (25; 6), Константин Залетаев (25; 33), Сергей Матюшичев (25; 5), Сергей Смирнов (23; 0), Дмитрий Солодов (23; 1), Вячеслав Архипкин (25; 52), Андрей Блынский (25; 11), Александр Илларионов (19; 0), Александр Шишкин (25; 19). В составе команды также выступал Вадим Мамонтов (12; 0).

Серебряные призёры
- 2.«Строитель» (Сыктывкар) (21 игрок): Николай Зыкин (25), Эдуард Найденков (23) — Юрий Керповский (21; 0), Владимир Кузьмин (26; 6), Андрей Палёв (26; 0), Александр Пестов (26; 0), Павел Франц (25; 18), Михаил Цывунин (16; 0), Вячеслав Леготин (25; 2), Юрий Полстянов (26; 2), Олег Сергиенко (18; 0), Алексей Другов (26; 17), Алексей Кочкин (24; 2), Александр Ларионов (25; 9), Александр Мальцев (26; 2), Владимир Марков (26; 7), Борис Норкин (26; 20), Алексей Устюжанин (25; 7), Юрий Шкурко (26; 26). В составе команды также выступали Игорь Глубоков (2; 0), Михаил Князев (1; 0). 1 мяч в свои ворота забил Алексей Аршинов «Север» (Северодвинск).

Бронзовые призёры
- 3.«Водник» (Архангельск) (22 игрока): Владимир Петухов (8), Александр Синицын (14), Ильяс Хандаев (22) — Дмитрий Вяленко (26; 0), Александр Киприянов (26; 0), Юрий Синицын (23; 0), Юрий Зайцев (25; 2), Игорь Крапивин (21; 0), Олег Незнамов (25; 12), Эдуард Трифонов (26; 2), Николай Ярович (26; 17), Олег Батов (25; 3), Игорь Гапанович (26; 53), Александр Зинкевич (26; 31), Александр Сергеев (21; 15), Дмитрий Силинский (26; 30), Андрей Стук (25; 21), Дмитрий Шеховцов (23; 12). В составе команды также выступали Константин Воронин (2; 0), Алексей Потапенко (3; 0), Олег Тюкавин (1; 0), Мирон Штирбу (2; 0).

- 4. «Сибскана» (Иркутск) (19 игроков): Алексей Баженов (16), Сергей Лазарев (16), Алексей Негрун (6) — Сергей Березовский (22; 14), Михаил Бральгин (22; 17), Евгений Гришин (22; 30), Сергей Домышев (22; 12), Василий Донских (22; 2), Виктор Захаров (22; 0), Василий Карелин (19; 0), Александр Мусалов (14; 0), Василий Никитин (22; 5), Михаил Никитин (21; 4), Сергей Семёнов (22; 0), Сергей Черняев (22; 3), Михаил Шалаев (22; 2), Руслан Шувалов (21; 13). В команде также выступали Виталий Похоев (2; 0) и Олег Соловьёв (10; 0).

- 5. «Сибсельмаш» (Новосибирск) (18 игроков): Эдуард Вормсбехер (22), Олег Пшеничный (25) — Сергей Белинский (24; 1), Алексей Бурков (25; 3), Сергей Васильев (25; 3), Игорь Войтович (25; 9), Владислав Дегальцев (25; 1), Игорь Казарин (25; 6), Сергей Каргаполов (10; 0), Михаил Клянин (25; 6), Николай Коновалов (25; 0), Дмитрий Копнин (25; 20), Александр Лопатин (20; 0), Александр Михеев (25; 0), Сергей Рогулёв (25; 1), Андрей Филиппов (25; 26), Олег Чубинский (25; 1), Михаил Юрьев (25; 26).

- 6. СКА (Екатеринбург) (19 игроков): Игорь Васюков (21), Владислав Нужный (25) − Александр Артемьев (24; 1), Сергей Балдин (15; 0), Леонид Вострецов (25; 9), Александр Дрягин (25; 7), Игорь Коноплёв (25; 5), Алексей Крашенинников (13; 0), Сергей Крутиков (23; 0), Вячеслав Мамочкин (25; 7), Евгений Опытов (25; 34), Павел Петунин (24; 0), Андрей Санников (25; 0), Игорь Стафеев (23; 1), Сергей Таранов (1971 г.р.) (25; 2), Сергей Топычканов (25; 3), Александр Ямцов (25; 28). В составе команды также выступали Сергей Ин-Фа-Лин (2; 0) и Олег Полев (4; 0).

- 7.«Динамо» (Алма-Ата) (19 игроков): Дмитрий Вилкин (10), Аркадий Ляпин (18) − Алексей Загарских (9; 0), Алексей Кузнецов (17; 0), Андрей Маряшин (18; 14), Евгений Мочалов (12; 0), Владимир Набер (17, 3), Алексей Никишов (17; 10), Владислав Новожилов (18; 6), Роман Разумов (18; 0), Сергей Сергеев (8; 0), Андрей Тимушев (18, 2), Игорь Фаттахов (18; 0), Олег Чернов (18; 15), Юрий Чурсин (17; 6), Ринат Шамсутов (17; 31). В команде также выступали Сергей Смольников (1; 0), Виталий Умрихин (4; 0) и Николай Шмик (2; 0).

- 8. «Родина» (Киров) (20 игроков): Денис Половников (19), Владимир Щепалин (25) − Валерий Блинов (26; 1), Алексей Выдрин (26; 1), Константин Горностаев (12; 1), Игорь Загоскин (24; 5), Константин Клековкин (24; 2), Игорь Коньков (19; 0), Андрей Макуненков (26; 19), Мороков Андрей (18; 0), Сергей Обухов (26; 56), Патрушев Эдуард (26; 13), Александр Тюкавин (26; 11), Сергей Александрович Фоминых (26; 13), Алексей Холстинин (26; 2), Дмитрий Черепанов (5; 0). В команде также выступали Андрей Башков (9; 0), Дмитрий Городчиков (6; 0), Виктор Ренжин (12; 0) и Владимир Стариков (1; 0).

- 9. «Саяны» (Абакан) (18 игроков): Дмитрий Кремзуков (21), Игорь Лопухин (25) − Игорь Вершинин (26; 11), Андрей Галеев (26; 32), Сергей Дубинин (25; 0), Николай Ельчанинов (19; 18), Евгений Ерахтин (26; 10), Николай Кадакин (16; 0), Андрей Калинин (23; 14), Михаил Калтыга (25; 6), Сергеий Кухтинов (26; 5), Андрей Петрухин (25; 2), Сергей Родин (25; 1), Алексей Терентьев (20; 1), Александр Черменин (23; 6). В составе команды также выступали Олег Крутиков (7; 0), Иван Кунстман (3; 2), Владимир Савин (3; 0) и вратарь Виктор Казанов (2; ?).

- 10. «Старт» (Нижний Новгород) (17 игроков): Николай Домненков (24), Вячеслав Рябов (26) — Андрей Афанасьев (26; 10), Андрей Бегунов (25; 23), Александр Вихарев (26; 3), Павел Гаврилов (23; 15), Олег Лаврентьев (26; 0), Логинов Юрий (26; 31), Виктор Митрофанов (26; 2), Вадим Морозов (23; 25), Валерий Осипов (26; 0), Дмитрий Чекулаев (26; 5), Игорь Чиликин (26; 11), Олег Шестеров (26; 1), Михаил Щитов (25; 0). В команде также выступали Глеб Анишев (5; 0) и Андрей Черкасов (9; 0).

- 11. «Маяк» (Краснотурьинск) (22 игрока): Александр Егорычев (23), Валерий Загребельный (25) − Валерий Верховцев (22; 1), Юрий Волков (26; 19), Евгений Дубовик (25; 15), Павел Екимов (25; 8), Леонид Клюкин (26; 20), Алексей Курочкин (15; 3), Максим Легаев (15; 2), Станислав Маркин (25; 5), Валерий Нестеров (18; 0), Виктор Нуждин (25; 3), Владислав Самородов (23; 12), Игорь Смуров (26; 1), Юрий Германович Соколов (25; 8), Сергей Сурков (26; 2), Владимир Третьяков (25; 0), Вадим Черничко (23; 1). В команде также выступали Юрий Вальтер (1; 0), Сергей Ирисов (8; 0), Евгений Хвалько (6; 0) и вратарь Андрей Таскаев (1; 0).

- 12. СКА (Хабаровск) (20 игроков): Сергей Бурдюхов (20), Владимир Шестаков (18) − Александр Волков (23; 1), Раис Гайфуллин (23; 0), Юрий Горностаев (22; 14), Константин Ерёменко (22; 1), Алексей Жеребков (23; 14), Владислав Каверин (12; 0), Алексей Кульков (23; 10), Александр Леонов (23; 2), Алексей Максаков (15; 9), Александр Мишкин (13; 4), Игорь Осипов (23; 4), Андрей Петров (22; 3), Антон Попков (17; 0), Александр Прасолов (19; 1), Вячеслав Саломатов (18; 9). В команде также выступали Владимир Кириллов (5; 0), Владимир Паршаков (10; 0) и Александр Попов (8; 0).

- 13. «Север» (Северодвинск) (23 игрока): Геннадий Кудрявцев (20; −91), Алексей Ступин (7; −45) − Алексей Аршинов (26; 0), Сергей Бороздин (20; 1), Василий Глебов (20; 4), Дмитрий Давиденко (20; 0), Андрей Котачёв (26; 11), Игорь Кузнецов (25; 4), Николай Кулагин (13; 3), Юрий Кучин (25; 23), Борис Маленок (26; 16), Сергей Маурин (26; 0), Кирилл Мелешкин (25; 0), Валерий Могучий (26; 10), Юрий Назинкин (22; 5), Валерий Проурзин (24; 2), Виктор Смутный (25; 10), Дмитрий Сухондяевский (26; 2), Денис Шумов (18; 0) и Сергей Щукин (26; 5). В команде также выступали Роман Книжников (7; 0), Дмитрий Лукин (7; 0) и Василий Митрофанов (2; 0).

- 14. «Североникель» (Мончегорск) (21 игрок): Виктор Каменев (25), Павел Попцов (19) − Константин Аврясов (16; 0), Анатолий Бунеев (26; 0), Олег Горбов (26; 6), Эдуард Замарин (18; 1), Иван Калинин (26; 0), Игорь Коняхин (25; 13), Андрей Макаров (26; 16), Сергей Покидов (26; 40), Александр Романюк (25; 0), Андрей Савичев (18; 0), Эдуард Саксонов (25; 1), Николай Салин (25; 13), Андрей Стольников (23; 0), Феликс Тарасов (16; 1). В команде также выступали Алексей Белов (9; 1), Олег Варченя (7; 0), Николай Ефремов (1; 0), Кирилл Рожин (4; 0) и вратарь Михаил Рябинин (4; ?).

- 15. «Кузбасс» (Кемерово) (23 игрока): Дмитрий Атапин (12), Николай Горбунов (24) — Владимир Баздырев (24; 0), Сергей Бессонов (11; 5), Сергей Васильев (24; 1), Юрий Витухин (24; 18), Вадим Губарев (24; 18), Дмитрий Калашников (22; 0), Юрий Кулишев (24; 1), Сергей Лихачёв (15; 1), Юрий Никитин (22; 11), Николай Сёмин (16; 0), Евгений Смолянинов (24; 0), Дмитрий Соколов (23; 1), Валерий Тараканов (13; 0), Сергей Тарасов (23; 19), Дмитрий Фёдоров (22; 0), Алексей Федосов (15; 2). В команде также выступали Дмитрий Дунцев (2; 0), Максим Нестеров (3; 0), Дмитрий Панин (1; 0), Игорь Романов (3; 0) и Евгений Свирков (7; 0).

- 16. «Красная заря» (Санкт-Петербург) (22 игрока): Андрей Лобачёв (21), Сергей Сотин (17) − Дмитрий Бычков (25; 1), Васил Гисматулин (24; 5), Дмитрий Евтюшин (12; 0), Олег Ерастов (11; 8), Дмитрий Ефанов (21; 11), Игорь Золотарёв (25; 18), Андрей Кислов (25; 3), Сергей Киценко (26; 0), Алексей Литовкин (22; 17), Григорий Минаев (18; 3), Сергей Мошкин (24; 1), Владимир Пушкарёв (13; 0), Игорь Савенков (19; 16), Валерий Соколов (16; 3), Олег Тимонин (23; 0), Эдуард Ткаченко (25; 1), Алексей Шкарин (21; 0). В команде также выступали Владимир Васильев (1; 0), Андрей Ерошенко (10; 0) и Дмитрий Лазицкий (4; 0).

- 17. «Енисей» (Красноярск) (28 игроков): Павел Евтушенко (8), Косынчук Александр (16), Михаил Лещинский (8) — Михаил Афоничев (21; 1), Игорь Бондаренко (26; 3), Сергей Бурлаков (23; 0), Сергей Васильев (17; 3), Александр Вторых (25; 17), Михаил Добрынин (19; 0), Евгений Колосов (27; 7), Анатолий Липовецкий (15; 2), Иван Максимов (24; 5), Вячеслав Морзовик (15; 0), Сергей Политов (26; 7), Валерий Савин (23; 44), Андрей Сизов (24; 0), Юрий Геннадьевич Соколов (24; 21), Дмитрий Щетинин (26; 6). В команде также выступали Владимир Гуртовой (1; 0), Алексей Иванчук (8; 1), Дмитрий Кожин (12; 0), Владимир Сергеев (8; 7), Анатолий Суздалев (6; 0), Юрий Третьяков (8; 1), Сергей Фоменко (8; 0), Виталий Шпагин (1; 0), Сергей Шувалов (6; 0) и Алексей Щеглов (9; 0).

- 18. «Уральский трубник» (Первоуральск) (19 игроков): Сергей Запромётнов (25), Олег Матвеев (15) − Вячеслав Алимов (26; 2), Александр Братцев (24: 5), Александр Ваганов (27; 25), Игорь Водянов (25; 0), Станислав Вяткин (26; 7), Александр Грехов (26; 3), Владимир Кирьянов (19; 3), Вадим Мокин (27; 0), Алексей Разуваев (21; 7), Вячеслав Сафонов (16; 8), Михаил Танков (27; 18), Юрий Трофимов (26; 1), Андрей Федосеев (25; 15), Олег Хайдаров (18; 0), Олег Хлопунов (22; 11), Олег Чекубаш (27; 15), Александр Шмотьев (24; 0).

- 19. «Вымпел» (Калининград) (22 игрока): Виктор Гамаюнов (28), Николай Захаров (10) − Андрей Баданин (24; 12), Владимир Бакурский (27; 13), Александр Беликов (23; 6), Александр Берёзин (28; 3), Олег Гончаров (27; 16), Павел Грызлов (26; 0), Сергей Гуторов (27; 4), Сергей Конаков (28; 35), Сергей Котов (17; 0), Александр Кукушкин (19; 0), Андрей Кукушкин (22; 8), Михаил Курыгин (23; 0), Алексей Оськин (27; 0), Олег Рогов (16; 0), Алексей Художилов (17; 3), Алексей Чугунов (27; 2). В команде также выступали Виталий Баданин (2; 0), Андрей Котельников (1; 0) и Сергей Пантелеев (1; 0).

- 20. «Динамо» (Москва) (22 игрока): Александр Степанов (18; −84), Всеволод Харчев (22; −95) − Виктор Бахчиванжи (26; 5), Сергей Безобразов (23; 10), Вячеслав Бочков (18; 0), Золотарёв Алексей (24; 4), Андрей Золотарёв (24; 1), Вячеслав Манкос (22; 7), Александр Михалёв (23; 2), Андрей Плавунов (26; 0), Дмитрий Русин (23; 1), Сергей Салягин (24; 1), Михаил Свешников (22; 20), Виталий Соболев (25; 0), Сергей Чесалов (24; 14). В команде также выступали Сергей Аржанов (2; 1), Валерий Бочков (8; 1), Алексей Гроза (2; 0), Алексей Комаров (2; 0), Александр Охонский (1; 0), Артур Фёдоров (6; 1) и вратарь Константин Кравец (5; −17).

Лучший бомбардир — Сергей Обухов, «Родина» (Киров) — 56 мячей.
По итогам сезона определён список 22 лучших игроков.

## Первая лига
Соревнования прошли с 21 ноября 1992 по 8 марта 1993 года. 26 команд были разделены на три группы. По две лучшие команды каждой группы в финальном турнире вели спор за два места в высшей лиге.

## Вторая лига
Соревнования прошли с 28 ноября 1992 по 8 марта 1993 года.
На предварительном этапе 42 команды, разбитые на девять групп, определили победителей. В 1 − 4 и 9 группах команды играли в 4 круга с разъездами, а в 5,6 и 8 − в два круга в одном городе. Соревнования в 7 группе не состоялись, так как в Абакан не прибыли команды Омской области, Алтая и Красноярского края.
- Первая зона. Победитель «Металлург» (Боровичи).
- Вторая зона. Победитель «Машиностроитель» (Киров).
- Третья зона. Победитель «Спартак-Ракета» (Уфа).
- Четвёртая зона. Победитель «Сибирь» (Омск).
- Пятая зона. (Архангельск). Победитель «Ковровщик» (Обухово).
- Шестая зона. (Кыштым), Челябинская область. Победитель «Машиностроитель» (Кыштым).
- Седьмая зона. (Абакан), Хакасская автономная область. Победитель «Тасхыл» (Абакан).
- Восьмая зона. (Биробиджан). Победитель «Надежда» (Биробиджан).
- Девятая зона. Победитель «Шахтёр» (Карпинск).

По положению о соревнованиях победители 6 и 7 групп в стыковых играх вели спор за место в финальном турнире.
1. «Машиностроитель» (Кыштым) − «Тасхыл» (Абакан) 26:1; 9:1; −:+; −:+. Дважды выиграв дома, «Машиностроитель» в Абакан не приехал, и право играть в финале получил «Тасхыл» (Абакан). Однако, эта команда, а также победитель второй группы «Машиностроитель» (Киров) и победитель третьей группы «Ковровщик» (Обухово) на соревнования не приехали. Остальные 5 команд, а также допущенный в финал «Универсал» (Саратов) оспаривали одно место в первой лиге, которое завоевал «Шахтёр» (Карпинск)

### Финальный турнир второй лиги
Заключительный этап соревнований состоялся в Карпинске, Свердловская область.
| М | Команда                | 1    | 2    | 3   | 4   | 5    | 6    | В | Н | П | Мячи           | О  |
| - | ---------------------- | ---- | ---- | --- | --- | ---- | ---- | - | - | - | -------------- | -- |
| 1 | «Шахтёр» (Карпинск)    |      | 5:4  | 5:1 | 4:3 | 12:5 | +:−  | 5 | 0 | 0 | 26 − 13 = + 13 | 10 |
| 2 | «Надежда» (Биробиджан) | 4:5  |      | 6:4 | 4:9 | 7:5  | 10:5 | 3 | 0 | 2 | 31 − 28 = + 3  | 6  |
| 3 | «Универсал» (Саратов)  | 1:5  | 4:6  |     | 4:1 | 3:0  | 4:2  | 3 | 0 | 2 | 16 − 14 = + 2  | 6  |
| 4 | «Сибирь» (Омск)        | 3:4  | 9:4  | 1:4 |     | 6:4  | 7:7  | 2 | 1 | 2 | 26 − 23 = + 3  | 5  |
| 5 | «Металлург» (Боровичи) | 5:12 | 5:7  | 0:3 | 4:6 |      | 6:5  | 1 | 0 | 4 | 20 − 33 = − 13 | 2  |
| 6 | «Спартак-Ракета» (Уфа) | −:+  | 5:10 | 2:4 | 7:7 | 5:6  |      | 0 | 1 | 4 | 19 − 27 = − 8  | 1  |

- «Шахтёр» (Карпинск): И. Зырянов — В. Авсенюк (9), И. Авсенюк, Л. Беляев (2), А. Веролайкин, П. Долгушин (3, А. Кузнецов (2), О. Макаров (1), Ю. Мальцев (2), А. Новокшонов (6), С. Рейх, А. Устюгов, Е. Чупров, Г. Шмик, С. Кузьмин, А. Махнёв. Главный тренер − А. И. Титов.

Право выступать в первой лиге завоевал «Шахтёр» (Карпинск). Дополнительно путёвку в первую лигу получили «Надежда» (Биробиджан), «Универсал» (Саратов), «Металлург» (Боровичи) и не участвовавшие в финале «Факел» (Богданович), СДЮШОР-18 (Омск) и «Металлург» (Абаза).